# Stonham Earl
Stonham Earl is een civil parish in het bestuurlijke gebied Mid Suffolk, in het Engelse graafschap Suffolk met 629 inwoners.